# 鱘形半齒甲鯰
鱘形半齒甲鯰，為輻鰭魚綱鯰形目甲鯰科的其中一種，為熱帶淡水魚，分布於南美洲亞馬遜河、巴拉圭河、埃塞奎博河及Oyapock河流域，體長可達13.4公分，棲息在沙底質底層水域，以小型甲殼類及蠕蟲為食，生活習性不明。